# Kedjeväxel

En tävlingscykels växelsystem med lägsta växeln vald.

Kedjeväxel eller kransväxel är ett tekniskt system för att ändra utväxling genom att flytta en kedja mellan olika stora drev med hjälp av en växelförare. Det är en vanligt förekommande på cyklar. Växelföraren är en mekanisk anordning, som vid manövrering flyttar cykelns kedja till större eller mindre drev, antingen på vevaxelns drev, eller bakaxelns drev. Växlingen sker med hjälp av ett reglage för varje växelförare, som på äldre cyklar beroende på typ av styre ibland kunde vara placerade på cykels övre eller undre ramrör, men som på moderna cyklar endast sitter på styret oavsett typ. Vid reglaget är en vajer fäst, den löper i ett hölje kallat bowdenkabel, till den främre, eller bakre växelföraren. Växlingen sker genom att växelföraren, i sidled förflyttar kedjan till ett större eller mindre drev. De olika 
stora dreven gör att kedjan på något sätt behöver sträckas, det görs på moderna cykelväxlar genom att den bakre växelföraren har kombinerad funktion även som kedjesträckare genom att föra kedjan mellan två mindre kugghjul sk trissor på en fjäderbelastad arm.
Sedan början av 2000-talet har det kommit elektroniska växelsystem, där växelförarens förflyttning inte är en mekanisk överföring från reglagen, utan styrs trådlöst med tryck på knappar, på respektive växelreglage. En radiosignal sänds från reglagen till växelförarens mottagare, där en servomotor gör det mekaniska arbetet efter cyklistens önskemål, växelförarens mekaniska rörelse är dock den samma som för helt mekanisk växling. Strömförsörjningen består av kraftiga batterier som är placerade i cykelns sadelrör.

## Galleri

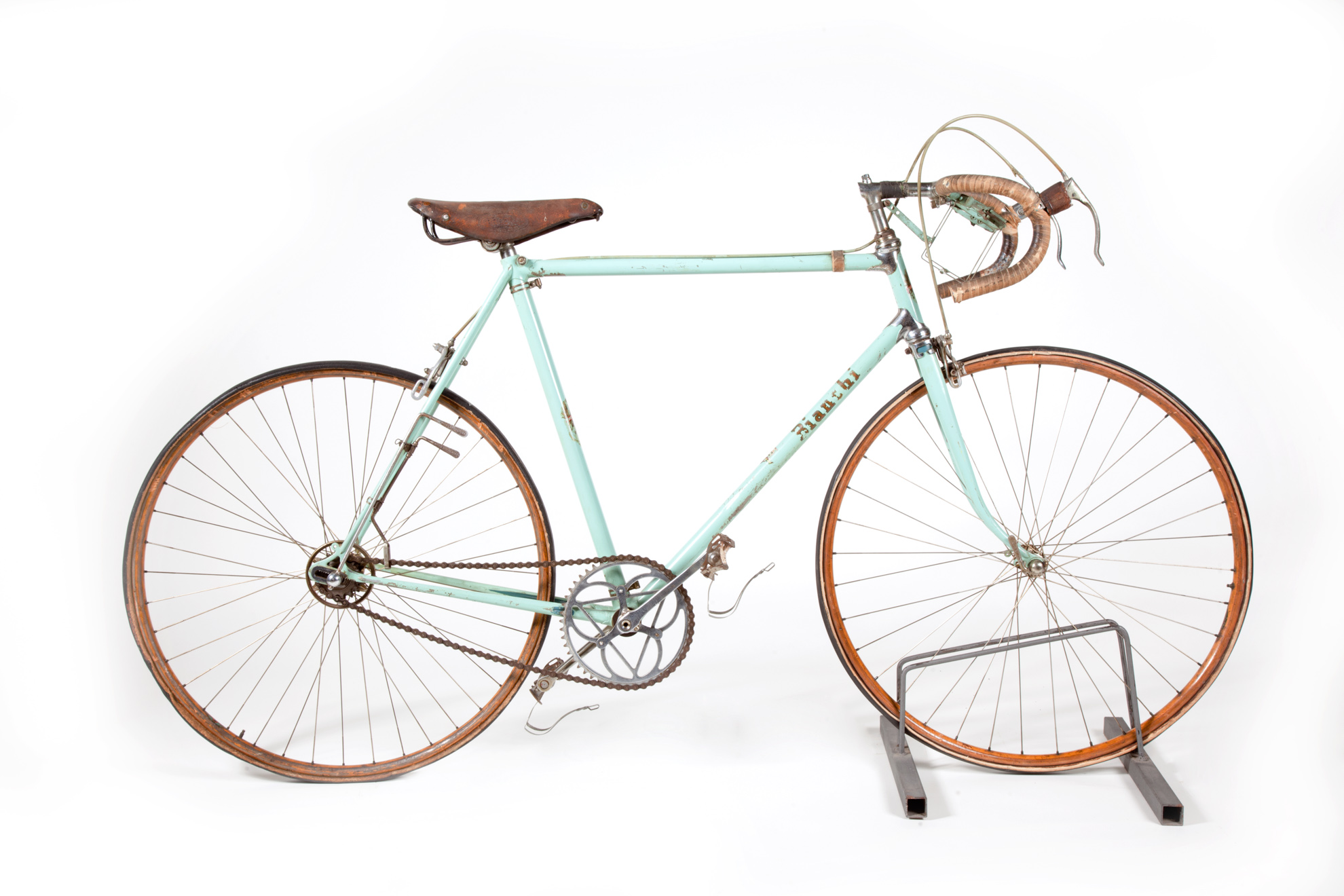
En Bicicletta Bianchi 1950-1952. Lägg märket till växelföraren till bakdreven.
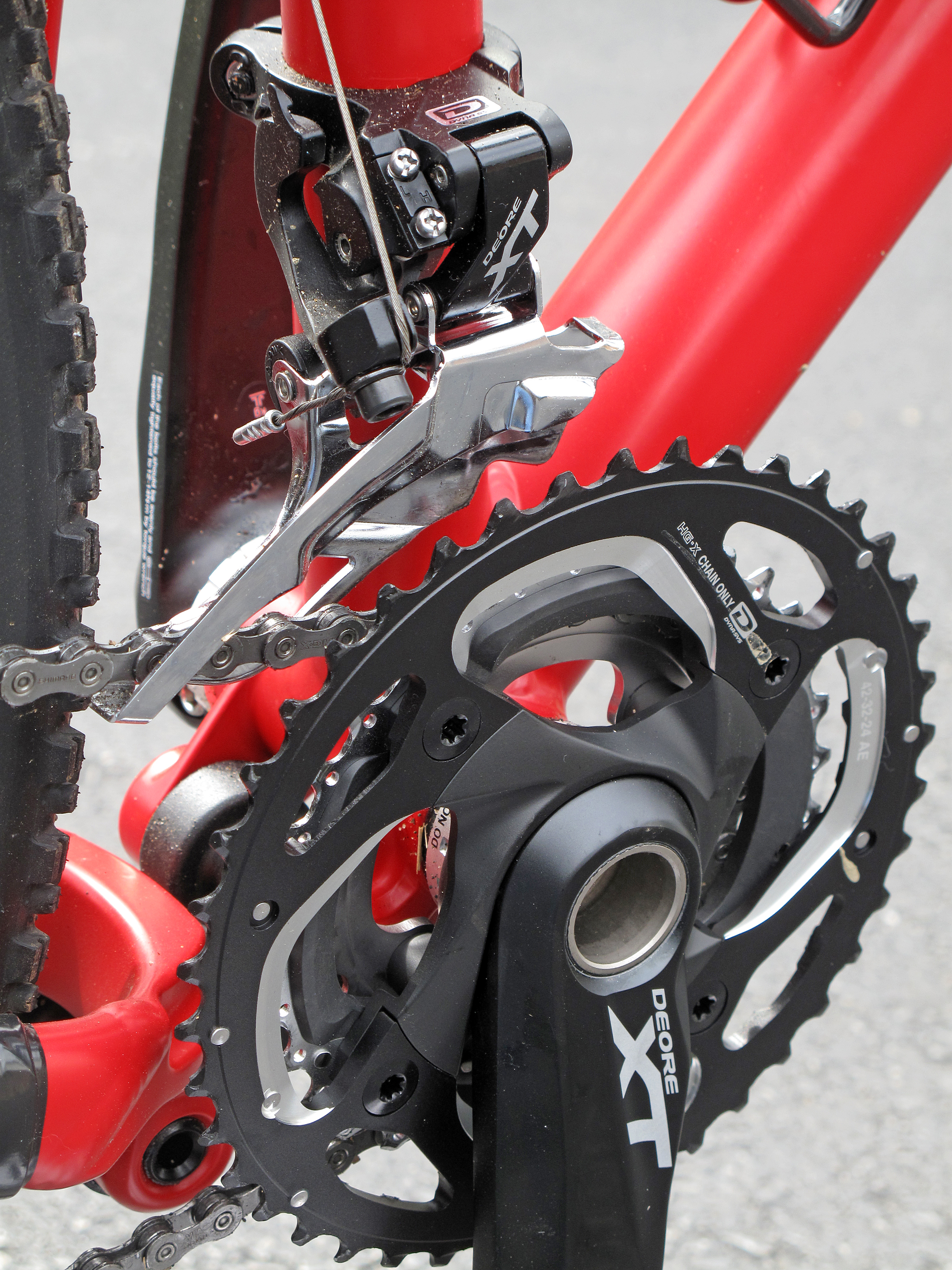
Främre växelföraren.
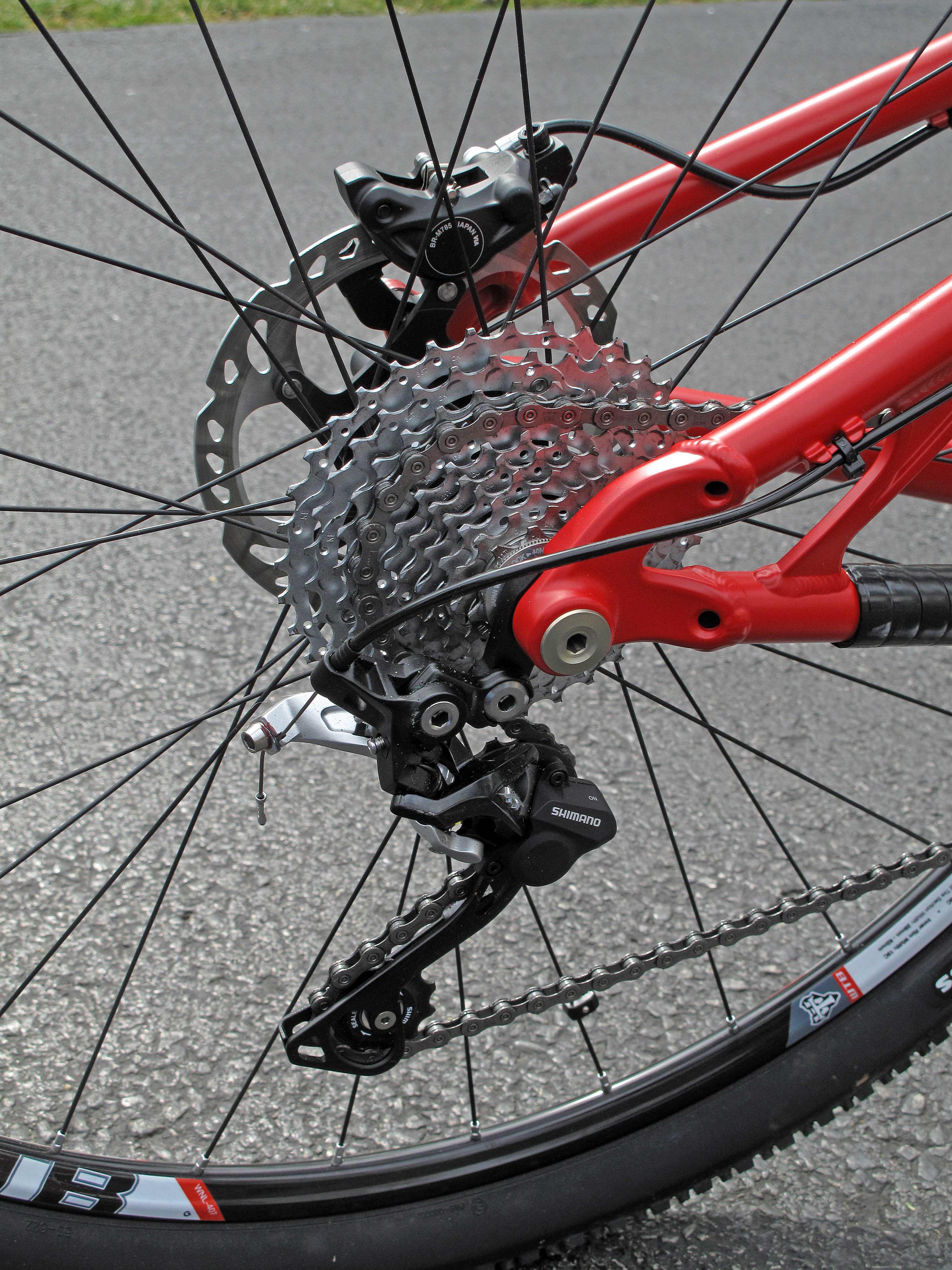
Bakre växelföraren.